# کوه اوموتو
کوه اوموتو (به لاتین: Mount Omoto) یک کوه و کوه‌های مقدس در ژاپن است که در ایشیگاکی، اوکیناوا واقع شده‌است. کوه اوموتو ۵۲۵٫۵ متر بالاتر از سطح دریا واقع شده‌است.